# Oxobacter
Oxobacter è un genere di batterio appartenente alla famiglia delle Clostridiaceae.